# Benthodytes lingua
Benthodytes lingua is een zeekomkommer uit de familie van de Psychropotidae.
De wetenschappelijke naam van de soort werd in 1896 gepubliceerd door Rémy Perrier.